# Abdelfettah Mouddani
Abdelfettah Mouddani (arabe : عبدالفتاح موداني), né le 30 juillet 1956 à Rabat, est un joueur de football international marocain dont le poste est gardien de but.

## Biographie

### Carrière en sélection
Avec l'équipe du Maroc, il figure dans le groupe des sélectionnés lors de la Coupe du monde de 1986. Lors du mondial organisé au Mexique, il officie comme gardien remplaçant et ne joue aucun match.
| Caps | Date       | Match                   | Lieu    | Score | Compétition |
| 1    | 23/04/1986 | Irlande du Nord - Maroc | Belfast | 2 - 1 | Amical      |
| ---- | ---------- | ----------------------- | ------- | ----- | ----------- |